# Szadurczyce
Szadurczyce (deutsch Schaderwitz, 1936–1945 Schadeberg) ist ein Ort der Gmina Łambinowice in der Woiwodschaft Opole in Polen.

## Geographie

### Geographische Lage
Das Straßendorf Szadurczyce liegt im südwestlichen Teil Oberschlesiens im Falkenberger Land. Das Dorf Szadurczyce liegt rund vier Kilometer nordwestlich vom Gemeindesitz Łambinowice, rund 25 Kilometer nordöstlich der Kreisstadt Nysa (Neisse) und etwa 38 Kilometer südwestlich der Woiwodschaftshauptstadt Oppeln.
Szadurczyce liegt in der Nizina Śląska (Schlesische Tiefebene) am Rande der Dolina Nysy Kłodzkiej (Glatzer Neiße-Tal) hin zur Równina Niemodlińska (Falkenberger Ebene). Östlich des Dorfes erstrecken sich weitläufige Waldgebiete, die zum Forst Tillowitz gehören.

### Nachbarorte
Nachbarorte von Szadurczyce sind im Südwesten Bielice (Bielitz), im Nordwesten Malerzowice Wielkie (Groß Mahlendorf), im Norden Grabin (Grüben) und im Süden der Gemeindesitz Łambinowice (Lamsdorf).

## Geschichte

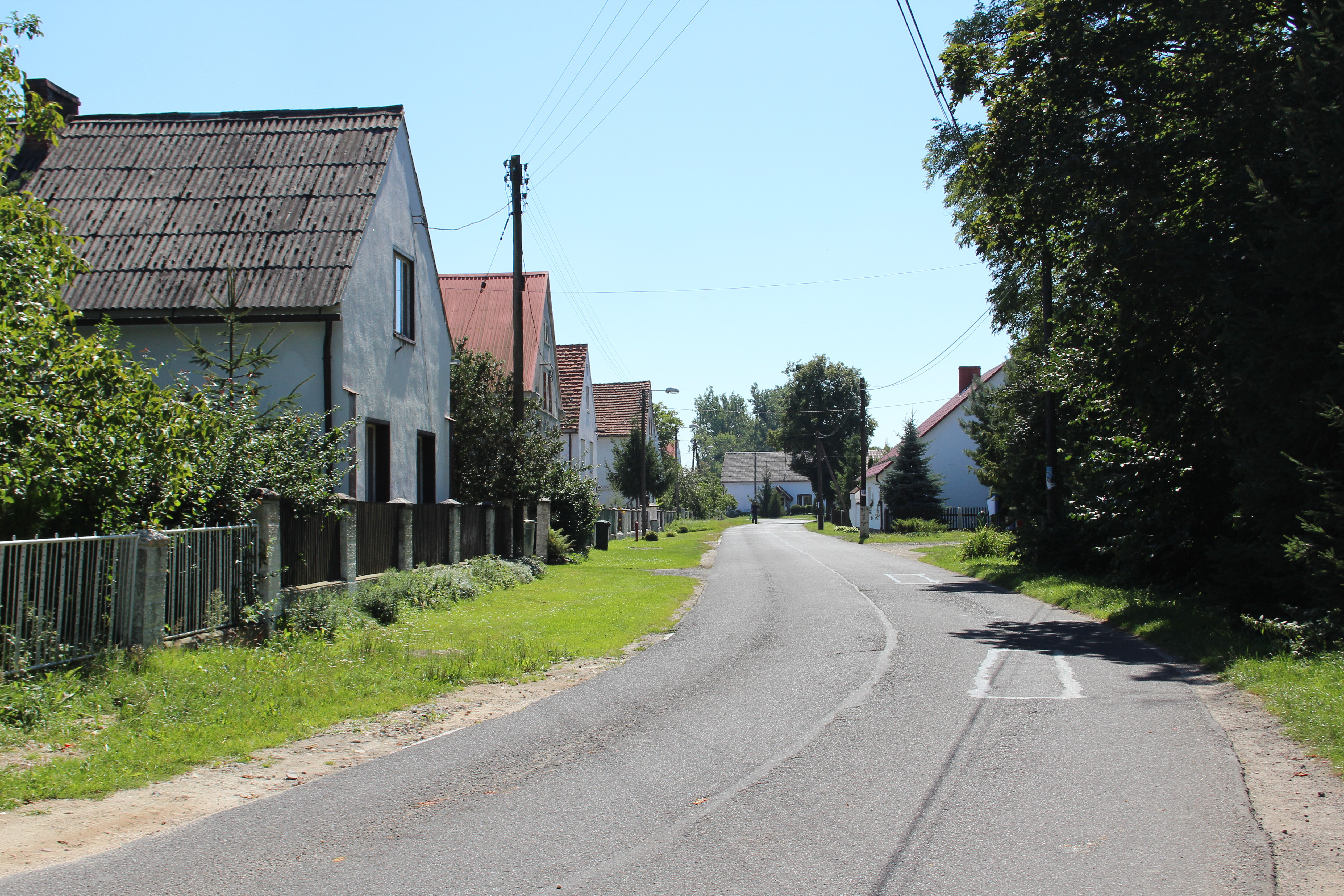
Dorfansicht

In dem Werk Liber fundationis episcopatus Vratislaviensis aus den Jahren 1295–1305 wird der Ort erstmals als Zadurczicz erwähnt. Es gehörte zum bischöflichen Fürstentum Neisse (Bistumsland). 1310 war das Dorf im Eigentum von Hermann von Werburk. Für das Jahr 1362 ist die Ortsbezeichnung Schedilwicz überliefert.
Nach dem Ersten Schlesischen Krieg 1742 fiel Schaderwitz  mit dem größten Teil Schlesiens an Preußen. 
Nach der Neuorganisation der Provinz Schlesien gehörte die Landgemeinde Schaderwitz  ab 1816 zum Landkreis Falkenberg O.S. im Regierungsbezirk Oppeln. 1845 bestanden im Dorf ein Schloss, ein Vorwerk, eine katholische Schule und 75 Häuser. Im gleichen Jahr lebten in Schaderwitz 509 Menschen, davon vier evangelisch. 1855 lebten 577 Menschen im Ort. 1865 zählte das Dorf 7 Bauern, 26 Gärtner und 16 Häusler. Die zweiklassige katholische Schule wurde im gleichen Jahr von 121 Schülern besucht. 1874 wurde der Amtsbezirk Lamsdorf gegründet, welcher aus den Landgemeinden Groß Mahlendorf und Schaderwitz sowie den Gutsbezirken Groß Mahlendorf und Schaderwitz bestand. 1885 zählte Schaderwitz 534 Einwohner.
1933 hatte Schaderwitz 955 Einwohner. Am 28. Juli 1936 wurde der Ort im Zuge einer Welle von Ortsumbenennungen der NS-Zeit in Schadeberg umbenannt. 1939 zählte Schadeberg 897 Einwohner. Bis 1945 befand sich der Ort im Landkreis Falkenberg O.S.
Im März 1945 wurde das Dorf durch die Rote Armee erobert. Das Schloss sowie die dazugehörenden Wirtschaftsgebäude wurden zerstört. Danach kam Schadeberg wie der größte Teil Schlesiens unter polnische Verwaltung. Nachfolgend wurde der Ort in Szadurczyce umbenannt und der Woiwodschaft Schlesien angeschlossen. Die verbliebene deutsche Bevölkerung wurde im Juli 1945 in das Internierungslager Lamsdorf getrieben. Die überlebende Bevölkerung wurde im Juni 1946 vertrieben. 1950 wurde es der Woiwodschaft Oppeln eingegliedert. 1999 kam der Ort zum neu gegründeten Powiat Nyski (Kreis Neisse). 2011 lebten in Szadurczyce 89 Menschen.

## Sehenswürdigkeiten
- Hölzernes Wegekreuz
- Steinernes Wegekapelle